# Ара Ґюлер
Ара Ґюлер (зах-вірм. Արա Կիւլէր, тур. Ara Güler; 16 серпня 1928 — 17 жовтня 2018) — відомий турецький фотожурналіст вірменського походження, якого також називають «Око Стамбула» і «Стамбульський фотограф».

## Життєпис
Ара Ґюлер народився 16 серпня 1928 році в стамбульському районі Бейоглу у вірменській сім'ї. Його батько володів аптекою, а серед друзів батька було безліч цікавих та творчих людей. Так, ще з дитинства хлопчика оточувало богемне, як на той час, товариство. Навчався у вірменській середній школі «Гетронаган». Ара з дитинства вирішив стати актором, і, ще навчаючись у школі, почав грати в театрі; в той період він відвідував курси драматичного мистецтва під керівництвом Мухсіна Ертугрула, засновника сучасного турецького театру.
Втім, попри любов до кіно, коли прийшов час обирати, Ара відмовився від акторства і вибрав журналістику, влаштувавшись 1950 року фотожурналістом у редакцію газети «Yeni İstanbul». У той же час він вивчав економіку в Стамбульському університеті. Пізніше він перейшов працювати в газету «Hürriyet».

## Кар'єра фотографа
1958 року американська журнальна компанія Time-Life відкрила філію в Туреччині, і Ґюлер став її першим кореспондентом на Близькому Сході. Незабаром він отримав замовлення від Paris Match, Stern і The Sunday Times. Після закінчення військової служби 1961 року Ґюлера прийняли керівником фотографічного відділу в турецький журнал Hayat. Приблизно в цей же час він познайомився з Анрі Картьє-Брессоном і Марком Рібу, які запропонували йому роботу в міжнародній фотоагенції «Magnum Photos», до якої він приєднався на певний час. Його роботи представлено в британському фотоальбомі 1961 року. Того ж року його прийнято в Американське товариство журнальних фотографів (ASMP) (сьогодні зване Американським товариством медіа-фотографів) як єдиного члена з Туреччини. Швейцарський журнал Camera відзначив його роботи спеціальним виданням.
У 1960-х роках фотографії Ґюлера використовувалися для ілюстрування книг відомих авторів і демонструвалися на різних виставках по всьому світу. 1968 року його роботи виставлено в 10 майстернях кольорової фотографії в нью-йоркському Музеї модерного мистецтва і на виставці Photokina в Кельні, Німеччина. 1970 року в Німеччині опубліковано його книгу Türkei. Фотографії Ґюлера з мистецтва та історії мистецтва використовувалися у виданнях Time, Life, Newsweek, Horizon і в швейцарському видавництві Skira.
Ґюлер їздив у відрядження в Іран, Казахстан, Афганістан, Пакистан, Індію, Кенію, Нову Гвінею, Калімантан, а також у всі частини Туреччини. У 1970-х роках він фотографував політиків і художників, таких як Індіра Ганді, Марія Каллас, Джон Бергер, Бертран Рассел, Віллі Брандт, Альфред Гічкок, Ансель Адамс, Імоджен Каннінгем, Марк Шагал, Сальвадор Далі і Пабло Пікассо.
Численні роботи Ґюлера зібрано в Національній бібліотеці Франції в Парижі, Музеї Джорджа Істмена в Рочестері, Університеті Небраски-Лінкольна, меморіальній художній галереї Лінкольна Шелдона, Музеї Людвіга і фотомузеї Das imaginäre в Кельні.
У 1970-ті роки Ара Ґюлер працював у кіно, знявши документальний фільм «Кінець героя» (1975). Він був заснований на вигаданому оповіданні про демонтаж ветерана Першої світової війни лінійного крейсера TCG Yavuz.
Архів Ґюлера містить близько 800000 фотографій.
Ара Ґюлер помер від серцевого нападу 17 жовтня 2018 року. Він страждав нирковою недостатністю, лікувався діалізом.

## Нагороди
- Master of Leica (1962)[16]
- Орден Почесного легіону (Франція)
- Фотограф століття (1999, Туреччина)[17]
- Почесний докторський ступінь (2004, Технічний університет Йилдиз)
- Велика премія президента Турецької Республіки в галузі культури та мистецтва (2005, Туреччина)
- Премія Люсі в номінації за довічне досягнення (2009, США)[18]

## Книги
Серед опублікованих книг фотографа — Ara Güler's Creative Americans, Living in Turkey, Ara Güler: Photographs і багато інших.